# اللغة الملايوية
اللغة الملايوية (الملايوية: Bahasa Melayu, ]جاوية: بهاس ملايو) هي لغة أسترونيزية يتحدث بها الملايو الذين يعيشون في شبه جزيرة ملايو، وجنوب تايلاند، والفلبين، وسنغافورة، وشرق سومطرة، ورياو، وبعض الأجزاء الساحلية في بورنيو.
اللغة الملايوية هي اللغة الرسمية لكل من ماليزيا، وبروناي، وسنغافورة، وتستخدم أيضاً للأعمال في تيمور الشرقية. وهي مشابه إلى حد كبير للغة الإندونيسية، اللغة الرسمية لإندونيسيا، ولكن اسمها مختلف لأسباب سياسية. عدد المتحدثين باللغة الملايوية هو 20 إلى 30 مليون. تعرف اللغة في ماليزيا باسم «باهاسا ملايو» (Bahasa Melayu) أو «باهاسا ماليزيا» (Bahasa Malaysia) واللتان تعنيان «لغة الملايو» و«لغة ماليزيا».
أصبحت تستخدم اللغة الملايوية الأبجدية اللاتينية للكتابة أثناء الإستعمار المشترك (البريطاني/الهولندي) الذي حوَّلها قَسْراً من الأبجدية العربية، ومازال هذا النظام في الكتابة بالأحرف العربية موجودا ويسمى جاوي.
تستعير اللغة الملايوية الكثير من الكلمات من اللغة العربية، الكثير منها مصطلحات الإسلام، وكذلك تستعير اللغة كلمات من كل من اللغة السنسكريتية، واللغة البرتغالية، واللغة الهولندية، واللغة الصينية، واللغة الإنجليزية. بعض الأمثل على ذلك:
- bahasa بمعنى «لغة» من السنسكريتية
- buku بمعنى «كتاب» من الهولندية
- dunia بمعنى «عالم» من العربية
- kamus بمعنى «قاموس» من العربية
- sains بمعنى «علوم» من الإنجليزية
- sistem بمعنى «نظام» من الهولندية
- had بمعنى «حد» من العربية
- waktu بمعنى «وقت» من العربية
- tarikh بمعنى «تاريخ» من العربية
- zirafah بمعنى «زرافة» من العربية

## عبارات أساسية
| العبارة          | الترجمة         |
| ---------------- | --------------- |
| bahasa Melayu    | اللغة الملايوية |
| selamat pagi     | صباح الخير      |
| selamat petang   | مساء الخير      |
| selamat tinggal  | وداعاً           |
| tolong           | رجاءً            |
| terima kasih     | شكراً            |
| sama-sama        | لا شكر على واجب |
| itu              | ذلك             |
| berapa؟          | بكم؟            |
| ya               | نعم             |
| tidak            | لا              |
| maaf             | عذراً            |
| saya tidak faham | لا أفهم         |

## وصلات خارجية
- چيتچت: موقع بأربع لغات للترجمة والبحث
- إي⁬جاوي - سيستم ڤمبلاجرن توليسن جاوي لتحويل الخط الرومي إلى الخط الجاوي وترجمته، كما بالعكس